# Massif d'Ezkaurre
Le massif d'Ezkaurre (Ezkaurreko mendilerroa en basque ou Peñas de Ezkaurre en espagnol) est un massif situé dans les Pyrénées, à la limite entre la Navarre et l'Aragon, en Espagne.
Son plus haut sommet est la Peña Ezkaurre s'élevant à 2 045 m d'altitude.

## Toponymie
Ezkaurre signifie littéralement « devant ou face à la (rivière) Ezka » : Ezka-(a)urre. En plus du nom basque Eskaurre, il existe également un nom aragonais Escaurri.

## Géographie

### Topographie
Liste des sommets :
1. Peña Ezcaurre[1], 2 045 m 42° 51′ 11″ nord, 0° 50′ 28″ ouest
2. Ezkaurre Erdikoa ou Baines[3], 1 858 m 42° 51′ 24,93″ nord, 0° 51′ 57,02″ ouest
3. Ezkaurretxikia[4], 1 763 m 42° 51′ 30,26″ nord, 0° 52′ 41,13″ ouest
4. Abizondo[5], 1 673 m 42° 51′ 45,12″ nord, 0° 49′ 59,6″ ouest
5. Ezkaiturrea[6], 1 498 m 42° 52′ 12,17″ nord, 0° 52′ 21,75″ ouest